# Die Lok
Die Lok ist ein deutscher Abenteuerfilm von Gerd Haag aus dem Jahre 1992. Darin wollen fünf Kinder mit einer Draisine auf der Flucht vor den Problemen in ihren Elternhäusern nach Sibirien fahren. Der Film ist eine TAG/TRAUM-Produktion in Koproduktion mit dem WDR.

## Handlung
Der Film beginnt mit einem kurzen Intro, in dem Carlo, eins der fünf Kinder, die abhauen wollen, aus dem Off das Vorhaben von ihm und seinen Freunden erklärt. Dabei zeichnet er mit seinem Finger auf einer Landkarte die geplante Route vom Ruhrgebiet nach Sibirien nach. Carlos Freunde heißen Bob, Mega sowie die Mädchen Chip und Spange. Sie nennen sich selbst „Die Wölfe“ und basteln schon seit einiger Zeit an einer alten Draisine herum. Mit ihr wollen sie den 8000 km langen Weg nach Russland bewältigen, auf der Flucht vor Problemen mit ihren Eltern und der Schule. Später ist indes die Rede davon, nur einen Teil der Strecke aus eigener Kraft zu fahren und das Gefährt danach (vermutlich ab Moskau) an die Transsibirische Eisenbahn anzukoppeln.
Die erste Szene nach dem Vorspann spielt einen Tag vor der ursprünglich geplanten Abreise. Carlo fährt die Draisine allein zum Treffpunkt, einem alten Ringlokschuppen mit Anschluss an das Streckennetz der Deutschen Bahn. Das Gleis, auf dem er die letzten Meter fährt, führt direkt in den Schuppen. Kurz davor beschleunigt er noch einmal, um die Bremsen zu testen. Diese versagen jedoch, wodurch die Draisine mit überhöhter Geschwindigkeit in den Schuppen einfährt und, halb in der Werkstattgrube versunken, schwer beschädigt zum Stillstand kommt. Die „Wölfe“ sind äußerst wütend auf Carlo.
Gleichzeitig nähert sich dem Schuppen ein älterer Mann in einem Pickup, mit seinem Schäferhund auf dem Beifahrersitz. Es ist Hans Kastler, ein ehemaliger Lokführer, der wegen eines angeblich von ihm verschuldeten Unfalls im Gefängnis saß und nun zurückkehrt, um im Schuppen die damalige Unfalllok der Baureihe 41 für ein Dampfloktreffen auf Vordermann zu bringen. Das wissen die Kinder jedoch noch nicht. Als sie ihn sehen, verstecken sie sich im Schuppen. Kastler inspiziert die Anlage kurz. Beim Rausgehen trifft er auf „Löwi“, einen Anrainer des Geländes. Löwi feindet Kastler wegen dessen damaliger Unfallverursachung an und sagt ihm, er solle wieder verschwinden.
Danach wird der Alltag von Carlo gezeigt, der seinem Vater nach der Schule in dessen Kfz-Werkstatt und Tankstelle bei Reparatur und Wartungen helfen muss. Carlo kommentiert wieder aus dem Off und liefert einige Hintergründe über den Rest der „Wölfe“. Spange habe die warme Kleidung für die anstehende Reise besorgt, Chip die Idee mit Sibirien gehabt, Mega die Informatikkenntnisse, um sich ins DB-Streckennetz einzutakten und Bob sowieso nie etwas anderes als eine Sibirientour vorgehabt.
Um die kaputte Draisine wieder fahrtüchtig zu machen, bauen Carlo und Bob in der Nacht den Motor von Löwis Rasenmäher aus. Löwi erwischt sie nur knapp nicht. Am nächsten Tag helfen Bob und Chip Carlo in der Kfz-Werkstatt. Plötzlich kommt Kastler, um sein Auto aufzutanken. Bob soll ihn als Kunden eigentlich bedienen, gerät aber in Panik und läuft davon.
Am nächsten Tag soll die Abreise sein. Doch der Schuppen ist nun mit einem Vorhängeschloss gesichert. Mehr noch als dies schockiert die Kinder, dass Kastler offenbar ihre Ausrüstung in einen Müllcontainer entsorgt hat. Als Kastler kurz darauf eintrifft, bedrohen ihn die „Wölfe“. Darauf jagt sein Hund Willy die Kinder davon.
Niedergeschlagen trifft die Bande bei Bobs Zuhause ein. Sie schmieden Pläne für eine Rückeroberung des Schuppens bzw. des Schlüssels dafür. So studieren sie Kastlers Gewohnheiten und brechen nachts in den Waggon neben dem Schuppen ein, in dem Kastler wohnt und den er kurz zuvor für Besorgungen verlassen hat. Dort finden Chip und Bob den Schlüssel nicht, erfahren aber etwas mehr über Kastlers Beweggründe, den Schuppen zu nutzen. Zwischen Spange und Carlo, die draußen für die anderen beiden Schmiere stehen, wird eine Romanze angedeutet.
Auch der Plan, Kastlers Auto mit Hilfe einer von Mega konzipierten Wasserfalle lahmzulegen, misslingt. Derweil wird Kastlers alte Lok in den Schuppen überführt. Die Kinder beobachten die riesige Dampflok durch das Schuppenfenster und werden von Willy und damit auch von Kastler entdeckt. Bei der Flucht kann Spange das heimlich von ihrem Bruder ausgeliehene Fahrrad nicht mitnehmen, woraufhin Kastler es mit in seinen Schuppen nimmt. Da sie ohne das Rad heimkommt, wird Spange von ihrem Bruder schwer verletzt, gepaart mit der Drohung weiterer Gewalt, falls Spange das Rad nicht wiederbeschafft.
Unabhängig davon gelingt es Carlo und Bob, Kastlers Pickup durch die Zugabe einer Substanz in den Tank fahruntüchtig zu machen, sowie seinen Hund Willy zu entführen. Sie planen, den Hund als Geisel gegen die Draisine auszutauschen. Da Spange aber viel eher noch das Rad braucht, bringen sie und Chip Willy ohne Absprache mit den Jungs eigenmächtig zu Kastler zurück, woraufhin sie ihr Rad zurückbekommt. Die Mädchen und Kastler werden etwas warm miteinander, als sie beim Waschen der Speichen helfen und versuchen wollen, ein kaputtes, nach Kastlers Annahme unwiederbringliches Ersatzteil der Lok zu beschaffen. Im Tausch dagegen sagt Kastler ihnen die Rückgabe der Draisine zu.
Mega spürt den totgesagten Kolbenring im Internet tatsächlich auf, im Zuge dessen die „Wölfe“ ihre Draisine wiederkriegen. Bei einer abermaligen Probefahrt von Carlo, Bob und Spange funktionieren jedoch wieder die Bremsen nicht. Die Draisine schießt auf einem Stumpfgleis über einen Abhang hinaus. Die Kinder können noch abspringen, bevor das Gefährt durch das Dach eines Verschlags voller mit explosiven Stoffen gefüllten Tonnen schlägt und explodiert. Daraufhin werden die drei Kinder und Kastler auf Betreiben Löwis von der Bahnpolizei verhaftet und verhört, im Übrigen auch wegen des gestohlenen Rasenmähermotors. Kastler verrät dabei jedoch nichts von den Plänen der Kinder.
Während Carlo, Bob und Spange versuchen, an Geld für den Schadensersatz zu gelangen, handelt Chip mit Kastler einen weiteren Deal aus. Da Kastler durch die Verhaftung wertvolle Zeit verloren hat und die Lok bis zum Dampfloktreffen, für dessen ersten Preis zufällig auch eine Reise nach Sibirien ausgelobt wurde, alleine nicht mehr fertig bekommt, bietet Chip die Hilfe der „Wölfe“ an. Wenn sie die Restaurierung gemeinsam rechtzeitig schaffen, solle Kastler die Kinder mit nach Sibirien nehmen. Kastler ist einverstanden.
Bald darauf kann Kastler die Lok im Schuppen unter Dampf nehmen. Dabei ereignen sich zwei verhängnisvolle Dinge: Kastler bemerkt im Führerstand, dass die Bremse der Lok nicht einwandfrei funktioniert, was er aber gegenüber den Kindern nicht erwähnt. Das Unglück von damals ging demnach nicht auf seine Kappe. Zum anderen verletzt sich der ehemalige Lokführer gleich darauf schwer, als er Carlo vor dem siedend heißen Abdampf der Lok rettet, da dieser mit Kopfhörern auf den Ohren direkt neben der Lok steht und Kastlers Warnrufe aus dem Führerstand nicht hörte.
Die „Wölfe“ besuchen Kastler im Krankenhaus und schenken ihm einen Bildband des Transsibirien-Express. Kastler gibt ihnen die Schuppenschlüssel mit dem Auftrag, alles gut zu verschließen und den Bund danach wieder zurückzubringen. Die „Wölfe“ beschließen jedoch, die Lok auf eigene Faust und unangemeldet zum Dampfloktreffen zu bringen, da sie nicht bis zum Treffen im kommenden Jahr warten möchten. Dazu sammeln sie nach Megas Instruktionen die nötigen Daten der kreuzenden Züge in der Gegend per Handmessung ein.
Kurz darauf treffen sich die „Wölfe“ an einem frühen Morgen, um ihre Reise zum Dampfloktreffen zu starten. Mega wird allerdings von seiner Mutter erwischt, als er zu sehr früher Stunde vollbepackt das Haus verlässt. Die anderen vier fahren notgedrungen ohne ihn los, auch Willy bleibt zurück. In dem Moment, als Carlo aus Versehen mit der Lok durch das Schuppentor bricht und es birst, hat Kastler im Halbschlaf eine Eingebung, die Kinder könnten eine Dummheit begehen. Er flieht daraufhin im Bademantel aus dem Hospital.
Parallel zeigt eine Dialogszene in einem nahen Stellwerk, dass an diesem Morgen ein Sonderzug unterwegs ist, den die „Wölfe“ bei ihren Messungen nicht mitberücksichtigen konnten. Ahnungslos steuern beide Züge, die Dampflok der Kinder und eine schwere Diesellok mit mehreren Waggons, aufeinander zu. Kastler ist inzwischen am Schuppen angekommen, wo er Willy trifft und das Fehlen seiner Lok bemerkt. Er ruft bei Mega zuhause an und erkundigt sich nach deren Verbleib.
In einem Schrankenposten wird ein Bahnbediensteter Zeuge der unangemeldeten Lok auf ihrer Fahrt, da er zu seiner Überraschung an seinem zu überwachenden Bahnübergang die Gleissicherung betätigen muss. Kastler ruft derweil im Stellwerk an, um die Lok durch ein Durchfahrtssignal anhalten zu lassen, ihm wird zunächst jedoch kein Glauben geschenkt. Erst als die Meldung des Schrankenwärters im Stellwerk eintrifft, suchen die Bahnbeamten fieberhaft nach einer Lösung des Dilemmas. Am Telefon berichtet ein Bahnbeamter Kastler von dem Sonderzug und dass er dessen Lokführer nicht erreichen könne.
Mega berechnet daraufhin mit seinem Computer den erwarteten Kollisionspunkt beider Loks. Als Ausweichmöglichkeit für die Dampflok gibt er den Bahnbeamten ein Ausweichgleis und eine Weichennummer an. Der Beamte sieht jedoch, dass es sich dabei um eine sehr alte, mechanische Weiche handelt, die er aus der Ferne nicht bedienen kann. Kastler und Mega setzen sich daher ins Auto, um die Lok der „Wölfe“ manuell auf das Ausweichgleis umzuleiten.
Kastler steuert aufgrund seiner erlittenen Verbrennungen das Auto mit einer Hand, während Mega auf seinem portablen Computer den Weg der Züge verfolgt. Als Kastler um einen Schlagbaum, der sich ihnen in den Weg stellt, abseits der Straße herumfahren will, fährt sich sein Wagen im Schlamm fest. Sie verlieren durch die Befreiungsarbeiten wertvolle Zeit. Kurz vor der drohenden Kollision biegen Kastler und Mega endlich auf eine Parallelstraße zur Bahnstrecke der Dampflok ein und schließen zu ihr auf. Mit Handzeichen versucht Kastler die „Wölfe“ zum Anhalten zu bewegen. Als diese verstehen, was los ist, können sie die Lok nicht mehr bremsen. Kastler erreicht die ortsgestellte Weiche und schlägt den Umstellhebel Sekunden vor Eintreffen des schweren Gegenzugs um, sodass die Dampflok auf das Ausweichgleis entrinnt. Die „Wölfe“ können sie jedoch nur mühsam abbremsen. Die Lok touchiert noch ordentlich den Prellbock und kommt dann erst zum Stehen. Kastler und Mega rennen der Lok zu Fuß hinterher und erreichen sie. Mega ermuntert alle mit seiner Mahnung, sofort wieder loszufahren, schließlich warte ja der erste Preis beim Dampfloktreffen auf sie.
Offenbar fahren die Kinder und Kastler wirklich noch dorthin, da sie das Ende des Films als Fahrgäste der Transsibirischen Eisenbahn zeigt. Chip übersetzt dabei die Äußerungen der russischen Schaffnerin und schlägt Kastler vor, doch einmal nähere Bekanntschaft mit ihr zu schließen. Der brummige Kastler zeigt sich diesem Vorschlag gegenüber offen.

## Figuren
Carlo bringt durch seine Arbeit in der Autowerkstatt das größte technische Verständnis der „Wölfe“ mit. Er ist der Hauptverantwortliche in Sachen Reparatur und fährt auch die Schienenfahrzeuge. Spange und er werden im Laufe des Films ein mehr oder weniger unscheinbares Paar. Bob ist eher grobmotorisch veranlagt; als er von dem Tauschgeschäft der Mädchen (Willy gegen Spanges Fahrrad anstelle der Draisine) erfährt, springt er den Mädchen von hinten auf Spanges Rad und demoliert es dadurch. Bobs Eltern haben ein Restaurant, seine Mutter bringt einmal Gebäck für die Kinder. Chip ist die warmherzigste der Kinder, sie gewinnt Kastlers Herz und bringt dadurch alle Beteiligten erst zusammen. Sie glaubt zudem noch an das Überleben der Dinosaurier, die sie in Sibirien zu entdecken hofft. Mega ist der einzige, dessen richtiger Vor- und Zuname (Klaus Mertens) im Film offengelegt wird. Er ist der Kleinste der „Wölfe“ und bei deren nächtlichen Aktionen wegen seiner rigide aufpassenden Mutter nicht dabei. Ein Running Gag des Films ist die Aufforderung seiner Mutter an ihn, endlich ins Bett zu gehen, mit dem mahnenden Hinweis auf die aktuell exakte Uhrzeit, sowie Megas Kommentar zu sich oder seinen Gästen, dass seine Mutter in „frühestens 60 Minuten“ wieder ins Zimmer käme.

## Technische Hintergründe
Der Abdampf, der Hans Kastler den Arm schwer verbrüht, kommt aus der Gegend der Luftpumpe, die die Druckluft für die Bremsen erzeugt. An den Lokomotiven der Baureihe 41 ist sie auf der rechten Seite ziemlich weit hinten angebaut, an der Film-Lok ist sie einstufig. Der obere Teil ist eine kleine Dampfmaschine, die den unteren Teil (die Luftpumpe) mit einer gemeinsamen Kolbenstange antreibt. Teil der Dampfmaschine ist jeweils der Frischdampf-Einlass und der Abdampf-Auslass, wo normalerweise ein Rohr angeschraubt ist, das den Abdampf nach oben ableitet. Er kommt dann erst in der Nähe des Schornsteines ins Freie. Ein Unfall wie der im Film darf in der Realität also nicht passieren, denn Loks wie diese fahren gewöhnlich an Bahnsteigen mit wartenden Passagieren vorbei. Beim Dreh dürfte eine kleine Extra-Dampfleitung gelegt worden sein, aus der Dampf mit geringem Druck rauskam, denn dieser kam örtlich gesehen ein Stück vor der Luftpumpe raus.

## Drehort
Als Drehort diente unter anderem der Ringlokschuppen und die Anlagen des früheren Bahnbetriebswerk Gelsenkirchen-Bismarck.

## Kritik
„Dieser Film, der alles aus der Sicht der Kinder sieht, ist von Anfang bis Ende äußerst spannend. Er zeigt, wie toll es ist, zusammenzuhalten – und wie stark und pfiffig die Kinder sind. Er ist lustig, aber auch ein bißchen traurig, denn er zeigt ebenso ihre Probleme zu Hause und wie wenig sie zum Teil von ihren Eltern verstanden werden.“

## Sonstiges
Der Film ist gefördert mit Mitteln der Wirtschaftlichen Filmförderung des Landes NRW, der Filmförderungsanstalt, des Bundesministeriums des Innern und des Kuratoriums junger deutscher Film.